# Terpentin
Terpentin (prema lat. terebinthina [resina]: [smola] drveta smrdljike), smolna izlučina crnogoričnih drveća.

## Osobine i svojstva
Sastoji se od hlapljivoga terpentinskog ulja (terpentin u užem smislu) i od nehlapljivih smolnih kiselina, koje tvore glavnu masu kolofonija. Služi za izradbu lakova i firnisa. Štetan je za zdravlje.
Terpentinsko ulje je bezbojna (lagano prema žućkastoj boji), hlapljiva, obično kremasta i aromatična tekućina; glavni joj je sastojak pinen (C10H16), diciklički terpen iz kojega se dobiva kamfor. Ulje se rabi kao otapalo za masti, ulja, smole, boje, lakove i firnise, te u proizvodnji parfema. Nije štetno za zdravlje.